# كريستيان شتورم
كريستيان شتورم (بالألمانية: Christian Sturm)‏ هو مغني أوبرا ألماني، ولد في 18 يناير 1978 في آندرناخ في ألمانيا.